# Moncada (Tarlac)
Moncada is een gemeente in de Filipijnse provincie Tarlac op het eiland Luzon. Bij de laatste census in 2007 had de gemeente bijna 55 duizend inwoners.

## Geografie

### Bestuurlijke indeling
Moncada is onderverdeeld in de volgende 37 barangays:
| - Ablang-Sapang - Aringin - Atencio - Banaoang East - Banaoang West - Baquero Norte - Baquero Sur - Burgos - Calamay - Calapan - Camangaan East - Camangaan West - Camposanto 1 - Norte | - Camposanto 1 - Sur - Camposanto 2 - Capaoayan - Lapsing - Mabini - Maluac - Poblacion 1 - Poblacion 2 - Poblacion 3 - Poblacion 4 - Rizal - San Juan | - San Julian - San Leon - San Pedro - San Roque - Santa Lucia East - Santa Lucia West - Santa Maria - Santa Monica - Tolega Norte - Tolega Sur - Tubectubang - Villa |

## Demografie
Moncada had bij de census van 2007 een inwoneraantal van 54.547 mensen. Dit zijn 4.940 mensen (10,0%) meer dan bij de vorige census van 2000. De gemiddelde jaarlijkse groei komt daarmee uit op 1,32%, hetgeen lager is dan het landelijk jaarlijks gemiddelde over deze periode (2,04%). Vergeleken met de census van 1995 is het aantal mensen met 8.328 (18,0%) toegenomen.

De bevolkingsdichtheid van Moncada was ten tijde van de laatste census, met 54.547 inwoners op 85,75 km², 539 mensen per km².

## Geboren in Moncada
- Luis Morales (25 augustus 1885), politicus (overleden 1938);
- Jose Roy (1904-1985), politicus
- Horacio Morales (11 september 1943), econoom en politicus (overleden 2012);
- Voltaire Gazmin (22 oktober 1944), minister en generaal.